# Hanover (Illinois)
Pour les articles homonymes, voir Hanover.
Hanover est un village du comté de Jo Daviess, en Illinois, aux États-Unis. Il est incorporé, le 27 juin 1877,. Lors du recensement de 2010, la ville comptait une population de 844 habitants.

## Histoire
Le village porte initialement le nom de Wapello, en référence à un chef indien. C'est sous ce nom qu'il est incorporé, la première fois, le 12 février 1849. Le nom du village est changé au cours de l'année 1849.

## Source de la traduction
- (en) Cet article est partiellement ou en totalité issu de l’article de Wikipédia en anglais intitulé « Hanover, Illinois » (voir la liste des auteurs).